# Liencourt
Liencourt ist eine französische Gemeinde mit 301 Einwohnern (Stand 1. Januar 2022) im Département Pas-de-Calais in der Region Hauts-de-France. Sie gehört zum Arrondissement Arras, zum Kanton Avesnes-le-Comte und zum Gemeindeverband Campagnes de l’Artois.

## Lage
Die Gemeinde Liencourt liegt im Südosten des Artois, 23 Kilometer westlich der Innenstadt von Arras. Nachbargemeinden von Liencourt sind Denier im Norden, Beaufort-Blavincourt im Osten, Grand-Rullecourt im Süden sowie Berlencourt-le-Cauroy im Westen.

## Bevölkerungsentwicklung
| Jahr                       | 1962 | 1968 | 1975 | 1982 | 1990 | 1999 | 2006 | 2015 | 2022 |
| -------------------------- | ---- | ---- | ---- | ---- | ---- | ---- | ---- | ---- | ---- |
| Einwohner                  | 158  | 139  | 135  | 135  | 208  | 219  | 273  | 280  | 2301 |
| Quellen: Cassini und INSEE |      |      |      |      |      |      |      |      |      |

## Sehenswürdigkeiten

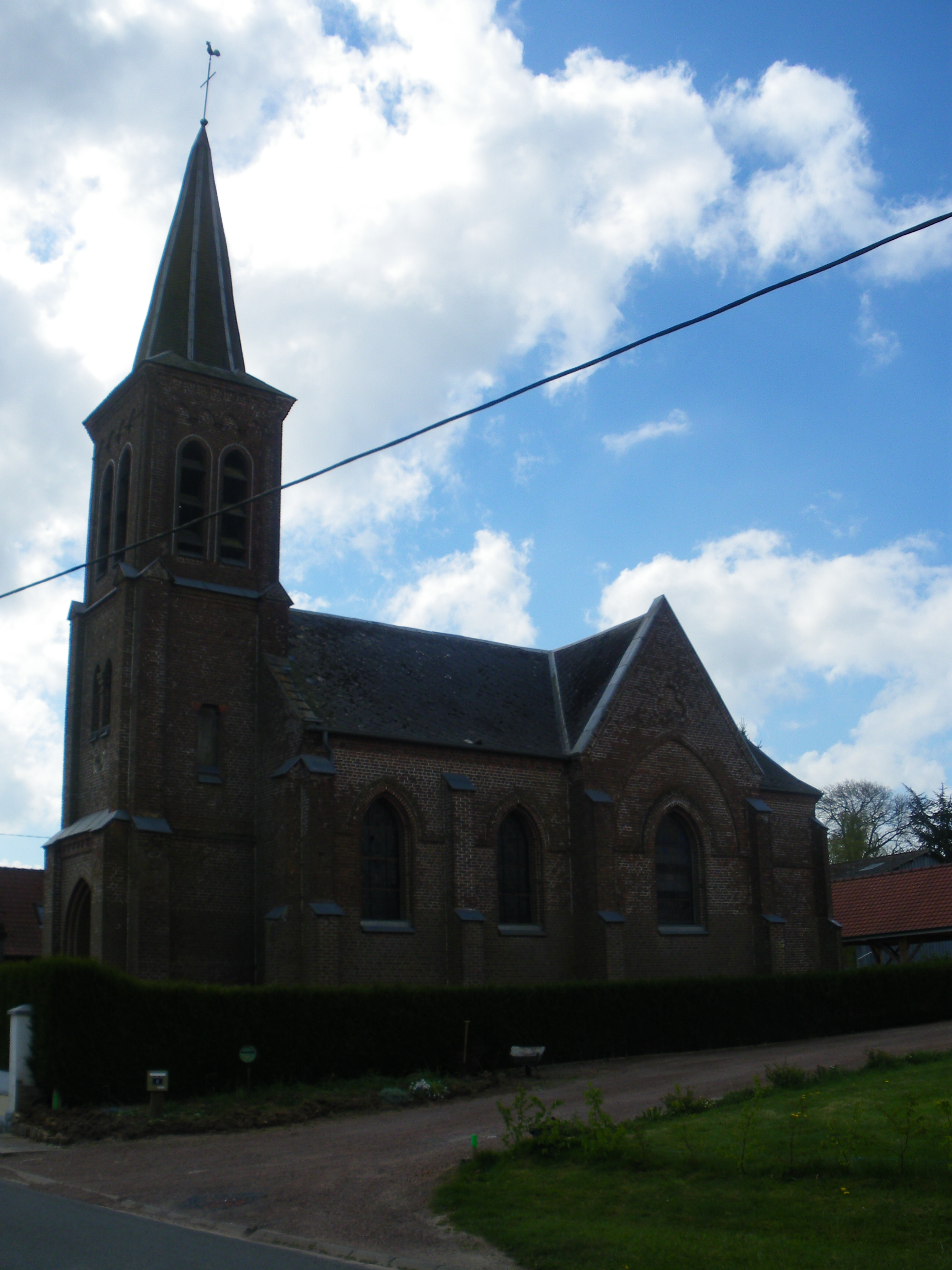
Kirche Saint-Joseph
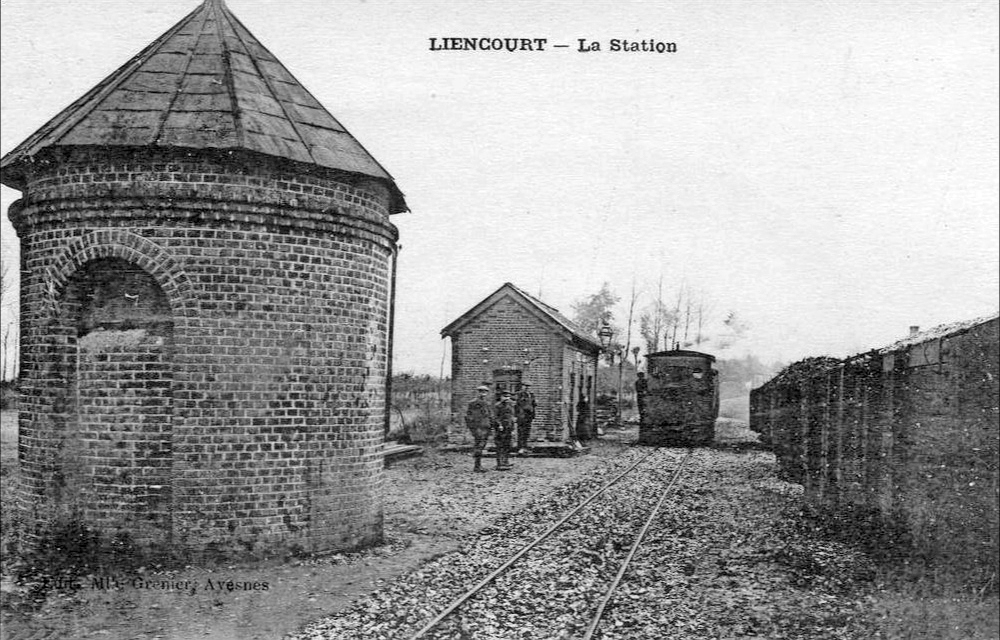
Bahnstation um 1900
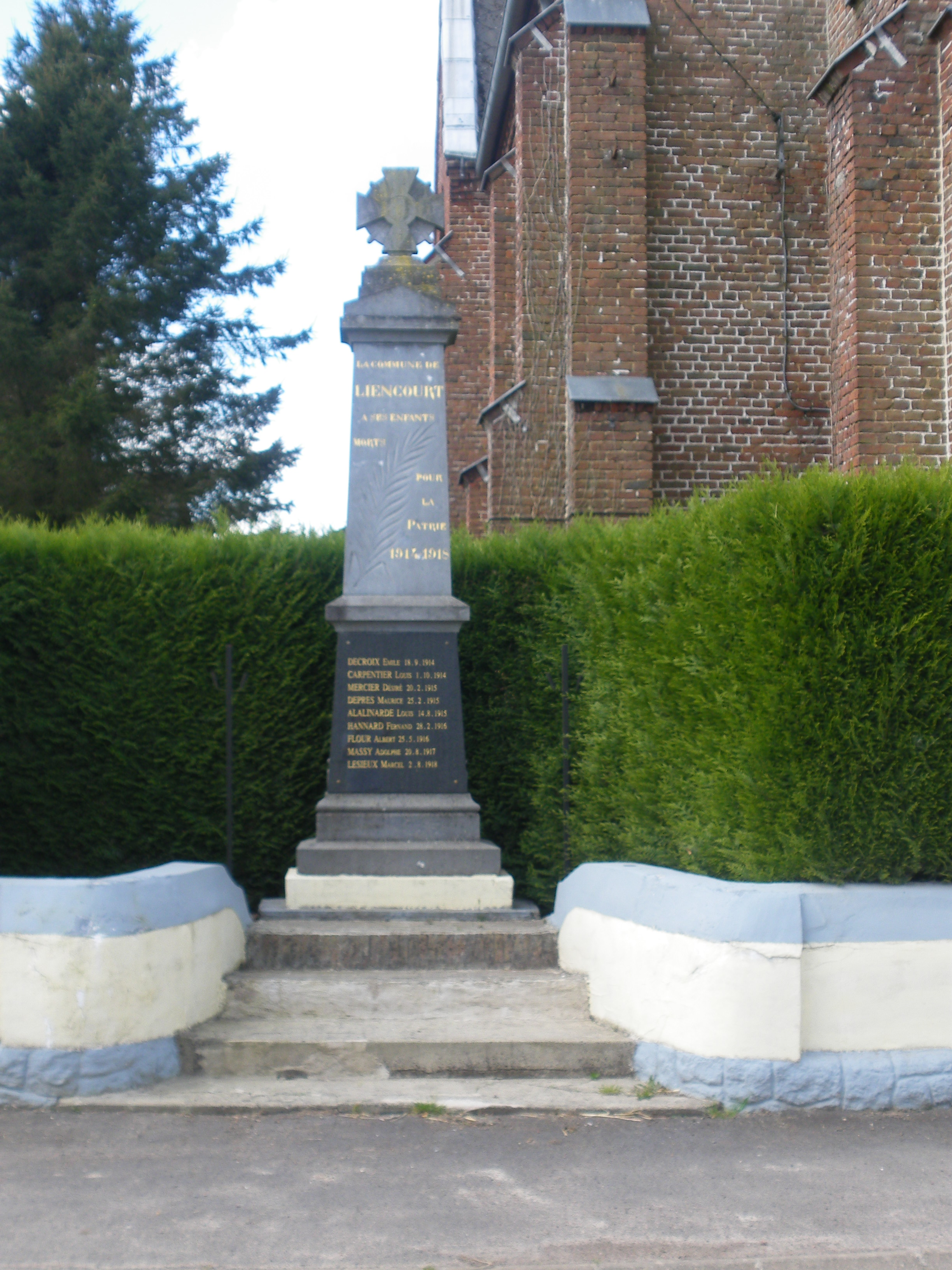
Gefallenendenkmal